# Cementiri Nou (Sentmenat)
Cementiri Nou és un complex funerari del municipi de Sentmenat (Vallès Occidental) inclòs en l'Inventari del Patrimoni Arquitectònic de Catalunya.

## Descripció
És un recinte de planta rectangular amb un pavelló d'entrada, format per tres cossos simètrics situats al centre d'un dels costats i tres grups de nou nínxols que se situen al centre dels altres tres costats. Té una coberta del cos central a quatre aigües i dels dos laterals a dues. La coberta del cos central és suportada per una encavallada de fusta. Al centre del recinte hi ha una creu sobre un pedestal de totxo. El coronament dels murs i els nínxols està fet amb trencadís. A la façana hi ha gàrgoles de ceràmica vidriada. Actualment, el recinte, ha estat molt modificat.

## Història
Va ser construït l'any 1909 per substituir el cementiri que hi havia al costat de l'església que, amb el creixement del poble, havia quedat dins la població. El projecte és de l'arquitecte Antoni de Falguera i Sivilla, el qual també va construir el de Castellar del Vallès. Quan va ser ampliat per construir més nínxols sense estil no van destruir els anteriors. L'any 1988 s'hi va realitzar una nova ampliació que va intentar seguir l'estil original.
Hi és enterrat el cantant Gato Pérez, que trià expressament el lloc en visitar-lo.